# Нелюбин, Иван Яковлевич
Иван Яковлевич Нелю́бин (1914—1945) — участник Великой Отечественной войны, командир орудия 239-го отдельного истребительно-противотанкового дивизиона 113-й стрелковой дивизии 57-й армии 3-го Украинского фронта, младший сержант. Герой Советского Союза.

## Биография
Родился 16 июня (29 июня по новому стилю) 1914 года в деревне Кондрашин Лоб, ныне Арамелевка Благовещенского района Башкирии, в большой крестьянской семье. Русский.
Окончил 7 классов. Работал мастером дорожного строительства в городе Аша Челябинской области.
Вся его молодость прошла в родной деревне. Учился он с большими отрывами. Сначала окончил два класса. Через несколько лет ходил в школу еще одну зиму. А семилетнее образование он получил, когда ему перевалило за двадцать. Нелюбины жили бедно, еле сводили концы с концами. Поэтому Иван, хотя и был способным юношей, учиться спокойно не мог, вместо школы ему приходилось работать по найму у кулаков. В четырнадцать лет Иван приобрел новую профессию — стал сапожником, а через десять лет, благодаря своему старанию, определился прорабом при Ашинском райисполкоме, затем — дорожным мастером шоссейных дорог. На этой работе его застала Великая Отечественная война.
В Красную Армию призван в июле 1941 года Андре-Иванковским РВК Одесской области. После прохождения кратковременных курсов его направляют в артиллерийскую часть наводчиком. Уже в годы войны, как грамотного воина, Ивана Нелюбина выдвигают на должность командира 76-миллиметрового орудия 239-го отдельного противотанкового дивизиона 113-й стрелковой дивизии 3-го Украинского фронта.
Иван Яковлевич Нелюбин совершил подвиг в Венгрии в марте 1945 года, тяжело раненным бросившись под вражеский танк с гранатой.
Похоронен на холме в селе Янош Шеморе (Венгрия), южнее озера Балатон.

## Память
- В городе Аша Челябинской области на улице, носящей имя Ивана Яковлевича Нелюбина, установлена мемориальная доска.
- В городе Благовещенске (Башкортостан) установлен бюст Героя.
- В селе Ильина Поляна Благовещенского района Башкортостана именем Героя названа средняя школа.
- Подвиг Нелюбина упоминается при показе военной хроники в конце пятой серии телефильма «Семнадцать мгновений весны».

## Награды
- Указом Президиума Верховного Совета СССР от 29 июня 1945 года за образцовое выполнение заданий командования и проявленные стойкость, мужество и героизм в боях с немецко-фашистскими захватчиками младшему сержанту Нелюбину Ивану Яковлевичу посмертно присвоено звание Героя Советского Союза[1][3].
- Орден Ленина[3].
- Орден Красной Звезды (11.02.1945)[4].
- Орден Славы III степени (01.12.1944)[5].
- Медаль «За отвагу» (27.07.1944)[6].
- Медаль «За отвагу» (29.10.1944)[7].
- Медали.